# Alexander Rumpf (Dirigent, 1958)
Alexander Rumpf (* 1958 in Stuttgart) ist ein deutscher Dirigent.

## Leben und Werk
Alexander Rumpf wurde 1958 in Stuttgart in eine Musikerfamilie geboren. Er erhielt frühzeitig Unterricht in Klavier, Trompete, Violoncello und Orgel. Nach dem Abitur studierte er in Düsseldorf Dirigieren und in Köln Evangelische Kirchenmusik. Entscheidende Impulse erhielt er durch Herbert von Karajan, dessen Assistent er während der Oster- und Sommerfestspiele in Salzburg Anfang der 1980er Jahre war.
1984 trat er sein erstes Engagement am Staatstheater Darmstadt unter Generalmusikdirektor Hans Drewanz an. Von 1992 bis 1997 war er Erster Kapellmeister und stellvertretender Generalmusikdirektor am Theater Hagen engagiert. Es folgte von 1997 bis 2001 die Verpflichtung in die gleiche Position am Theater Dortmund, wo er mehrere deutsche Erstaufführungen und zwei Uraufführungen dirigierte. In der Saison 2001/02 wurde er Generalmusikdirektor am Oldenburgischen Staatstheater. Hier errang er durch zahlreiche Opernpremieren überregionale Aufmerksamkeit für dieses Theater. Er blieb in dieser Funktion bis zum Ende der Spielzeit 2008/09. Für die Spielzeit 2009/2010 verließ Rumpf Oldenburg und band sich bis 2015 besonders an das Tiroler Landestheater Innsbruck. In Innsbruck arbeitete er in dieser Zeit drei Jahre als Chefdirigent.
„Rumpf gastierte bei renommierten deutschen Rundfunk- und Sinfonieorchestern und an namhaften Opernhäusern wie der Kölner Oper und der Staatsoper Hannover. Im Jahre 2002 debütierte er mit „Der Fliegende Holländer“ an der Deutschen Oper Berlin. Auslandsgastspiele führten ihn u. a. nach Venezuela, Taiwan und zur Mährischen Philharmonie nach Olomouc. Regelmäßig dirigierte er das BBC Symphony Orchestra London. Im November 2004 erfolgte mit Ligetis „Le Grand Macabre“ sein überaus erfolgreiches USA-Debüt an der San Francisco Opera. Im Frühjahr 2014 dirigierte er die Neuproduktion von Emmerich Kálmáns "Gräfin Mariza" an der Volksoper Wien.“
Von Rumpf liegen Tonträgeraufnahmen der Opern „Kniefall in Warschau“ von Gerhard Rosenfeld, „Macbeth“ von Ernest Bloch und „Der arme Heinrich“ von Hans Pfitzner vor. Darüber hinaus hat er eine CD mit Werken des Oldenburger Hofkapellmeisters Albert Dietrich mit dem Oldenburgischen Staatsorchester bei Label cpo herausgegeben. Mitschnitte der von Rumpf dirigierten Konzerte mit Brittens dem „War Requiem“ und Janáčeks „Mša Glagolskaja“ zusammen mit Bruckners „Te Deum“ sind als Eigenproduktionen des Oldenburgischen Staatstheaters verfügbar. Die Innsbrucker Produktion von Catalanis „La Wally“ ist beim Label Capriccio als DVD erschienen.
Zum Wintersemester 2015/16 wurde Alexander Rumpf zum Professor für Dirigieren an die Hochschule für Musik und Tanz Köln berufen.